# Sinularia acetabulata
Sinularia acetabulata is een zachte koraalsoort uit de familie Alcyoniidae. De koraalsoort komt uit het geslacht Sinularia. Sinularia acetabulata werd in 1979 voor het eerst wetenschappelijk beschreven door Verseveldt & Tursch. 